# 波薩多夫斯基灣
波薩多夫斯基灣（德語：Posadowskybai）是南極洲的海灣，位於西冰架以東高斯山附近，該冰川在1902年2月被德國探險隊發現，現時由南極條約體系管理。
66°47′S 89°27′E / 66.783°S 89.450°E